# Kelly Olynyk
Kelly Olynyk (Toronto, 19 de Abril de 1991) é um jogador canadense de basquete profissional que atualmente joga no Washington Wizards da National Basketball Association (NBA).
Ele jogou basquete universitário por Gonzaga e foi selecionado pelo Dallas Mavericks como a 13ª escolha geral no draft da NBA de 2013. Em julho de 2017, ele assinou com o Miami Heat, com quem chegou às Finais da NBA em 2020. Em março de 2021, Olynyk foi negociado para o Houston Rockets. Ele assinou com o Detroit Pistons em agosto do mesmo ano. Foi negociado para o Utah Jazz em 2022 e para os Raptors em 2024, em Fevereiro de 2025 chegou no New Orleans Pelicans e em Junho de 2025 foi trocado para o Washington Wizards.

## Primeiros anos
Olynyk nasceu em Toronto, onde começou a jogar basquete ainda jovem. Ele e o futuro jogador da NBA, Cory Joseph, estavam em um time de Scarborough que raramente perdia no final dos anos 1990 e início dos anos 2000. Uma derrota veio contra o rival Toronto, liderado por Stephen Curry.
Olynyk mudou-se para Kamloops, Colúmbia Britânica, quando estava na 7ª série.

## Carreira no ensino médio
Olynyk não frequentou uma escola secundária ou escola preparatória nos Estados Unidos; em vez disso, ele ficou em casa na South Kamloops Secondary School, expondo-se à competição e aos treinadores dos EUA enquanto jogava em equipes provinciais - competindo na Amateur Athletic Union (AAU) e em torneios não-AAU - e nas divisões de base da Seleção Canadense.
Olynyk se desenvolveu como armador, continuando a jogar na posição mesmo depois de crescer de 1,90 m para 2,08 m na 11ª série. Ele foi fortemente recrutado por universidades como Syracuse, Providence e North Carolina State. Ele escolheu Gonzaga em parte para poder jogar mais perto de casa.
Olynyk foi nomeado o Jogador do Ano em seu 12º ano, levando a sua equipe a um recorde de 36-2 e um terceiro lugar no Campeonato do Ensino Médio.
Olynyk também foi quarterback quando estava no ensino médio e quebrou o braço durante um jogo de playoff em 2007.

## Carreira universitária

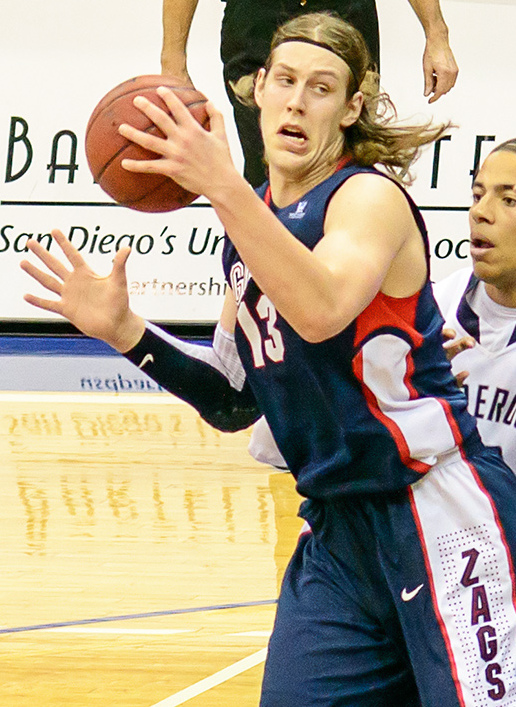
Olynyk em Gonzaga.

Olynyk jogou basquete universitário em Gonzaga de 2009 a 2013. Ele era principalmente um reserva em seu primeiro e segundo ano com média de 12 a 13 minutos por jogo. A fim de melhorar seu jogo e ficar mais forte, Gonzaga e Olynyk concordaram que ele seria redshirt em seu terceiro ano (2011-12), o que significa que ele treinaria com a equipe, mas não jogaria.
Olynyk retornou à escalação da equipe para o primeiro jogo da temporada de 2012-13 e teve uma ótima temporada, sendo selecionado para a Primeira-Equipe All-American.
Ele optou pelo draft da NBA, renunciando assim ao seu último ano de elegibilidade (embora naquela época ele já tivesse recebido seu diploma de bacharel em contabilidade).

## Carreira profissional

### Boston Celtics (2013–2017)
Olynyk foi selecionado pelo Dallas Mavericks como a 13ª escolha geral no draft da NBA de 2013 e depois foi negociado com o Boston Celtics pelos direitos de draft de Lucas Nogueira e duas futuras escolhas de segunda rodada. Em 7 de julho de 2013, Olynyk assinou um contrato de 2 anos e US$4 milhões com o Celtics. Depois de ter médias de 8,7 pontos e 5,2 rebotes em 70 jogos na temporada de 2013-14, ele foi nomeado para a Segunda-Equipe de Novatos.
Em 29 de outubro de 2014, os Celtics exerceram sua opção de renovação no contrato de Olynyk, estendendo o contrato até a temporada de 2015-16. Em 22 de janeiro de 2015, ele machucou o tornozelo após aterrissar no pé de Thomas Robinson em uma vitória sobre o Portland Trail Blazers. Depois de ser projetado para retornar logo após o All-Star Game, Olynyk não mostrou sinais de estar pronto para retornar e, posteriormente, perdeu 18 jogos. Ele voltou à ação em 4 de março contra o Utah Jazz. No jogo 4 da primeira rodada dos playoffs, ele machucou o ombro de Kevin Love do Cleveland Cavaliers e o tirou do resto dos playoffs.
Por causa dessa lesão, Olynyk foi suspenso e não jogou na abertura da temporada de 2015-16 contra o Philadelphia 76ers. Dois dias depois, os Celtics exerceram sua opção de renovação no contrato de Olynyk, estendendo o contrato até a temporada de 2016-17. Em 16 de março de 2016, ele voltou à ação pelos Celtics depois de perder os 12 jogos anteriores com uma lesão no ombro direito.
Olynyk perdeu os seis primeiros jogos da temporada de 2016-17 depois de passar por uma cirurgia no ombro direito em maio de 2016. Em 9 de novembro, ele fez sua estreia na temporada na derrota por 118-93 para o Washington Wizards. No Jogo 7 da segunda rodada dos playoffs contra o Washington Wizards, ele marcou 14 de seus 26 pontos nos primeiros 8 minutos do quarto quarto, para ajudar os Celtics a avançar para as finais da Conferência Leste pela primeira vez desde 2012.
Em 4 de julho de 2017, depois que ele se tornou um agente livre restrito, os Celtics renunciaram os direitos de Olynyk, resultando em ele se tornando um agente livre irrestrito.

### Miami Heat (2017–2021)
Em 7 de julho de 2017, Olynyk assinou um contrato de 4 anos e US$ 50 milhões com o Miami Heat.
Em sua estreia pelo Heat em 18 de outubro de 2017, ele marcou 10 pontos na derrota por 116-109 para o Orlando Magic. Em 20 de dezembro de 2017, ele marcou 32 pontos em uma vitória por 90-89 sobre seu ex-time, o Boston Celtics. Em 19 de março de 2018, ele marcou 30 pontos em uma vitória por 149-141 sobre o Denver Nuggets, tornando-se o segundo reserva na história do Heat a marcar 30 pontos. Dois dias depois, ele registrou 22 pontos e 10 assistências na vitória por 119-98 sobre o New York Knicks.
Em 10 de fevereiro de 2020, Olynyk registrou um duplo-duplo de 12 pontos e 11 assistências na vitória por 113-101 contra o Golden State Warriors. Olynyk ajudou o Heat a chegar às finais da NBA de 2020, onde perderam para o Los Angeles Lakers em seis jogos.

### Houston Rockets (2021)
Em 25 de março de 2021, Olynyk, Avery Bradley e uma escolha do draft da NBA de 2022 foram negociados com o Houston Rockets em troca de Victor Oladipo.
Ele estreou em uma vitória sobre o Minnesota Timberwolves em 27 de março, registrando 16 pontos, quatro rebotes e quatro assistências em 25 minutos. Em 27 de abril, ele registrou um recorde da temporada com 28 pontos, além de nove rebotes, cinco assistências e dois roubos de bola, em uma derrota por 107-114 para os Timberwolves.

### Detroit Pistons (2021–2022)
Em 6 de agosto de 2021, Olynyk assinou um contrato de 3 anos e US$ 37 milhões com o Detroit Pistons.
Em 10 de novembro, em uma vitória por 112-104 sobre o Houston Rockets, ele sofreu uma lesão no joelho. Dois dias depois, a lesão foi diagnosticada como uma entorse do ligamento colateral medial (LCM) de grau 2, deixando Olynyk fora de ação por pelo menos seis semanas.

### Utah Jazz (2022–2024)
Em 26 de setembro de 2022, Olynyk foi negociado, juntamente com Saben Lee, para o Utah Jazz em troca de Bojan Bogdanović. Em 23 de outubro, Olynyk marcou 20 pontos, incluindo a cesta da vitória, em uma vitória por 122-121 sobre o New Orleans Pelicans.

### Toronto Raptors (2024–Presente)
Em 8 de fevereiro de 2024, Olynyk foi negociado, junto com Ochai Agbaji, para o Toronto Raptors em troca de Kira Lewis Jr., Otto Porter Jr. e uma escolha de primeira rodada do draft de 2024. Em 4 de março, ele assinou uma extensão de contrato de 2 anos e US$26.2 milhões com os Raptors.

## Estatísticas da carreira

### NBA

#### Temporada Regular
| Ano      | Equipe   | PJ  | PT  | MPJ  | AP   | 3P   | LL   | RT  | AS  | BR  | TO | PPJ  |
| -------- | -------- | --- | --- | ---- | ---- | ---- | ---- | --- | --- | --- | -- | ---- |
| 2013-14  | Boston   | 70  | 9   | 20.0 | .466 | .351 | .811 | 5.2 | 1.6 | .5  | .4 | 8.7  |
| 2014–15  | Boston   | 64  | 13  | 22.2 | .475 | .349 | .684 | 4.7 | 1.7 | 1.0 | .6 | 10.3 |
| 2015–16  | Boston   | 69  | 8   | 20.2 | .455 | .405 | .750 | 4.1 | 1.5 | .8  | .5 | 10.0 |
| 2016–17  | Boston   | 75  | 6   | 20.5 | .512 | .354 | .732 | 4.8 | 2.0 | .6  | .4 | 9.0  |
| 2017–18  | Miami    | 76  | 22  | 23.4 | .497 | .379 | .770 | 5.7 | 2.7 | .8  | .5 | 11.5 |
| 2018–19  | Miami    | 79  | 36  | 22.9 | .463 | .354 | .822 | 4.7 | 1.8 | .7  | .5 | 10.0 |
| 2019–20  | Miami    | 67  | 9   | 19.4 | .462 | .406 | .860 | 4.6 | 1.7 | .7  | .3 | 8.2  |
| 2020–21  | Miami    | 43  | 38  | 26.9 | .431 | .317 | .775 | 6.1 | 2.1 | .9  | .6 | 10.0 |
| 2020–21  | Houston  | 27  | 24  | 31.1 | .545 | .392 | .835 | 8.4 | 4.1 | 1.4 | .6 | 19.9 |
| 2021–22  | Detroit  | 40  | 1   | 19.1 | .448 | .336 | .775 | 4.4 | 2.8 | .8  | .5 | 9.1  |
| 2022–23  | Utah     | 68  | 68  | 28.6 | .499 | .394 | .853 | 6.2 | 3.7 | .9  | .5 | 12.5 |
| 2023–24  | Utah     | 50  | 8   | 20.4 | .562 | .429 | .842 | 5.1 | 4.4 | .7  | .2 | 8.1  |
| 2023–24  | Toronto  | 27  | 18  | 26.6 | .548 | .338 | .824 | 5.5 | 4.7 | 1.3 | .7 | 12.8 |
| Carreira | Carreira | 755 | 260 | 23.1 | .489 | .369 | .794 | 5.3 | 2.6 | .8  | .4 | 10.7 |

#### Playoffs
| Ano      | Equipe   | PJ | PT | MPJ  | AP   | 3P   | LL   | RT  | AS  | BR  | TO  | PPJ  |
| -------- | -------- | -- | -- | ---- | ---- | ---- | ---- | --- | --- | --- | --- | ---- |
| 2015     | Boston   | 4  | 0  | 13.3 | .538 | .500 | .500 | 1.3 | .5  | .5  | .5  | 4.5  |
| 2016     | Boston   | 4  | 0  | 8.0  | .111 | .000 | –    | 1.0 | .8  | .3  | .0  | .5   |
| 2017     | Boston   | 18 | 2  | 19.2 | .512 | .319 | .733 | 3.2 | 1.9 | .7  | .8  | 9.2  |
| 2018     | Miami    | 5  | 0  | 29.2 | .477 | .421 | .700 | 4.6 | 3.8 | 1.4 | 1.2 | 12.8 |
| 2020     | Miami    | 17 | 0  | 15.2 | .474 | .347 | .821 | 4.6 | 1.1 | .2  | .5  | 7.6  |
| Carreira | Carreira | 48 | 2  | 16.9 | .422 | .317 | .688 | 2.9 | 1.6 | .6  | .6  | 6.9  |

### Universitário
| Ano      | Equipe   | PJ        | PT        | MPJ       | AP        | 3P        | LL        | RT        | AS        | BR        | TO        | PPJ       |
| -------- | -------- | --------- | --------- | --------- | --------- | --------- | --------- | --------- | --------- | --------- | --------- | --------- |
| 2009–10  | Gonzaga  | 34        | 0         | 12.3      | .500      | .222      | .596      | 2.7       | .8        | .5        | .1        | 3.8       |
| 2010–11  | Gonzaga  | 35        | 4         | 13.5      | .574      | .444      | .618      | 3.8       | .7        | .3        | .1        | 5.8       |
| 2011–12  | Gonzaga  | Não jogou | Não jogou | Não jogou | Não jogou | Não jogou | Não jogou | Não jogou | Não jogou | Não jogou | Não jogou | Não jogou |
| 2012–13  | Gonzaga  | 32        | 27        | 26.4      | .629      | .300      | .776      | 7.3       | 1.7       | .7        | 1.1       | 17.8      |
| Carreira | Carreira | 101       | 31        | 17.4      | .567      | .322      | .663      | 4.6       | 1.0       | .5        | .4        | 9.1       |

Fonte:

## Vida pessoal
O pai de Olynyk, Ken, foi treinador de basquete masculino da Universidade de Toronto de 1989 a 2002 e da Seleção de Base Canadense de 1983 a 1996, cortando notavelmente o futuro ícone do basquete canadense Steve Nash da equipe. Sua mãe, Arlene, era uma árbitra de basquete feminino da Canadian Interuniversity Sport (CIS; agora U Sports). De 1995 a 2004, sua mãe trabalhou para o Toronto Raptors, como a primeira mulher a anotar as estatísticas na NBA. Em 2003, Ken se tornou o diretor atlético da Thompson Rivers University em Kamloops, com o resto da família logo se juntando a ele. Olynyk tem duas irmãs, Jesse e Maya; a última jogou basquete no Saskatchewan Huskies da CIS. A família de Olynyk é de origem ucraniana.